# Tyler Rutenbeck
Tyler Rutenbeck (Maquoketa, 15 settembre 1991) è un giocatore di football americano statunitense, che gioca come wide receiver per gli Schwäbisch Hall Unicorns.